# 臺灣鸚鵡螺
臺灣鸚鵡螺（學名：Nautilus taiwanus），是一種已滅絕的鸚鵡螺。化石出土於南投縣中新世早期的石門層與猴洞坑層。該種曾被分類為臺灣庫梅鸚鵡螺（Kummelonautilus taiwanum，也譯作臺灣古米鸚鵡螺），但在2022年被重新修訂為臺灣鸚鵡螺，並認為是印度-太平洋地區新近紀最北端的鸚鵡螺屬化石記錄。

## 發現與研究史
臺灣的鸚鵡螺化石大多產自南投縣一帶，第一件鸚鵡螺類化石由早坂一郎在1936年紀錄，發現於今南投縣國姓鄉柑子林，並認為屬於中新世地層的化石，這件標本被認為屬於鸚鵡螺屬。
2002年，南投中寮鄉石門層的鸚鵡螺類化石被分類為庫梅鸚鵡螺屬（Kummelonautilus，也譯作古米鸚鵡螺）的新種，臺灣庫梅鸚鵡螺（Kummelonautilus taiwanum），但在分類上並無明確說明其為何被歸入庫梅鸚鵡螺屬，亦無提供物種特徵診斷，只是提及其在整體殼形、縫合線排列、體縱管位置等具相似性，但這些特徵無法完全區分臺灣庫梅鸚鵡螺和其他的鸚鵡螺類群。另一篇2005年的研究提供了臺灣庫梅鸚鵡螺的辨識特徵，但其依然沒能涵蓋將臺灣庫梅鸚鵡螺與其他鸚鵡螺類物種區分的自衍徵。
2022年，一研究透過重新檢視正模與副模標本，以及南投縣國姓鄉乾溝中新世早期猴洞坑層發現的新標本，提出臺灣庫梅鸚鵡螺應屬於鸚鵡螺屬，且基於頭足類外殼的形態演化較為保守，作者群亦建議印度-太平洋區的鸚鵡螺類化石該歸為同一屬，而非獨立為不同的屬。然而，歸咎於新近紀鸚鵡螺屬的標本仍舊缺乏或保存不完整，目前暫無形態特徵能將臺灣鸚鵡螺的模式標本與其他印尼、澳洲中新世的鸚鵡螺屬物種以及現生物種區分，故作者群建議繼續沿用臺灣鸚鵡螺做為該種的暫時名稱，直到未來更多的後續比對來釐清本物種的分類狀態。
臺灣鸚鵡螺被認為是印度-太平洋地區新近紀最北端的鸚鵡螺屬化石記錄。一假說認為鸚鵡螺類在新生代的區域滅絕和鰭腳類及鯨豚的出現有關，基於某些區域的地層在出現這些海洋哺乳類後，鸚鵡螺類的紀錄便大幅下降甚至消失。